# Глушкова Олена Василівна
Олена Василівна Глушкова, до шлюбу Якубовська, друкувалася також під псевдонімами Олександра Васильківська і Тимоша (28 липня 1894, Летичів, Подільська губернія — 22 червня 1972, округ Санта-Клара, Каліфорнія, США) — російська поетеса «першої хвилі» еміграції, учасниця літературного об'єднання «Скит».

## Біографія
Народилася 1894 року в сім'ї інженера, незабаром після її народження сім'я перебралася в Кам'янець-Подільський. Рано втратила матір і росла «в оточенні семи братів» (всі були старше неї). Навчалася в місцевих жіночих гімназіях, а в 1911—1914 році — на Вищих жіночих історико-літературних курсах Н. П. Раева у Петербурзі. Під час Першої світової війни працювала конторницею і друкаркою в різних установах Києва і Ростова-на-Дону.
У 1920 році емігрувала з країни, спочатку жила в Сербії. У листопаді 1921 року побралася з Георгієм Гавриловичем Глушковим (1894 — ?). Глушков був уродженцем Києва, навчався в столичному Політехнічному інституті, брав участь у Першій світовій війні і Громадянській війні.
Прагнучи продовжити освіту, в 1922 році подружжя перебралося до Праги, де Олена вступила на Російський юридичний факультет (закінчила в 1927 році). Побут російської колонії, в якій жили Глушкова, був описаний Оленою в гумористичній поемі «Горні Черношиці та їх мешканці». У Празі Глушкова зблизилася з учасниками літературного об'єднання «Скит» (особливо часто з'являлася на зборах в 1926—1927 роках), друкувала вірші в журналі «Воля Росії» (під дошлюбним прізвищем Якубовська).
У 1930 році на час переїхала в Бендери до батьків чоловіка, де народила сина. З 1932 року знову проживала в Белграді, невдовзі після повернення туди розлучилася з чоловіком. Як і раніше писала вірші і оповідання, брала участь в літературному житті місцевої російськомовної діаспори, при цьому не пориваючи зв'язків із «Скитом» (в листі 1944 року, адресованому главі об'єднання А. Л. Бему, Глушкова називала себе «старою скітницею» і «монашкою в світі»). У роки Другої світової війни поневірялася по окупованих землях, зокрема, близько року знову жила в Празі. Після закінчення війни близько чотирьох років перебувала в австрійських таборах для переміщених осіб.
У 1949 році завдяки родичці переїхала з сином до США в Сан-Франциско. Активно публікувала вірші, оповідання та публіцистичні твори в журналах російської еміграції (серед яких «Новий журнал», «Грані», «Наш шлях», «Рідні дали»), а також в колективному збірнику «Біля Золотих Воріт», була одним з організатором літературної групи «Ладья». У 1957 році під псевдонімом Олександра Васильківська випустила збірку віршів «Вузлик», яку склали твори 1918—1956 років. Друга збірка «Занедбаний сад» була складене, але офіційно не надрукована.
Померла в 1972 році в Пало-Альто.